# Spermacoce spermacocina
Spermacoce spermacocina là một loài thực vật có hoa trong họ Thiến thảo. Loài này được (K.Schum.) Bridson & Puff miêu tả khoa học đầu tiên năm 1989.